# Haworthia ohkuwae
Haworthia ohkuwae är en grästrädsväxtart som beskrevs av M. Hayashi. Haworthia ohkuwae ingår i släktet Haworthia och familjen grästrädsväxter. Inga underarter finns listade i Catalogue of Life.